# Leo Cornelio
Leo Cornelio SVD (Kukkunje, 14 de março de 1945) é um religioso indiano e arcebispo católico romano emérito de Bhopal.
Leo Cornelio juntou-se aos Missionários Steyler e recebeu o sacramento da ordenação sacerdotal em 14 de novembro de 1972.
O Papa João Paulo II o nomeou Bispo de Khandwa em 3 de junho de 1999. O arcebispo de Nagpur, Abraham Viruthakulangara, o consagrou bispo em 8 de setembro do mesmo ano; Os co-consagradores foram Paschal Topno SJ, Arcebispo de Bhopal e George Marian Anathil SVD, Bispo de Indore.
Em 15 de junho de 2007, o Papa Bento XVI o nomeou Arcebispo de Bhopal. A posse ocorreu em 16 de setembro do mesmo ano. Em 4 de outubro de 2021, o Papa Francisco aceitou a renúncia de Leo Cornelio por motivos de idade.